# Deborah Raffin
Deborah Iona Raffin (Los Angeles, 13 de março de 1953 — Los Angeles, 21 de novembro de 2012) foi uma atriz americana de cinema e televisão.

## Carreira
Ela já apareceu em vários filmes de Hollywood da década de 1970, e é mais conhecida por seu papel de Tia Julie na série 7th Heaven. Protagonizou o filme Death Wish 3 ao lado de Charles Bronson. Fez o teste para o papel de Lois Lane no filme Superman, mas acabou perdendo para a atriz Margot Kidder.
Em 1976 ela protagonizou Pesadelo do Acaso. O drama tornou-se tão popular na China que foi lançado também nos cinemas do país, transformando a atriz Deborah Raffin numa celebridade nacional e na primeira atriz ocidental a fazer um tour promocional pelo país, após o qual ela se tornou uma espécie de embaixatriz não oficial ao ajudar a China a negociar filmes com Hollywood.
Ela foi indicada para os prêmios Golden Globe Award de melhor atriz em filme dramático e no Razzie Award de Melhor Atriz pela sua atuação no filme Touched by Love em 1981. Deborah tem atualmente aparecido na série para adolescentes da ABC Family, The Secret Life of the American Teenager como a doutora Hightower, a médica de Amy Juergens.

## Vida pessoal
Filha da ex-atriz Trudy Marshall e do executivo Phillip Jordan Raffin, Deborah Raffin foi casada com o produtor cinematográfico Michael Viner, mas se divorciaram em 2005. A atriz faleceria de leucemia na sua cidade natal, Los Angeles, em 21 de novembro de 2012, aos 59 anos.

## Prêmios
- Indicada Globo de Ouro como Melhor atriz por Touched by Love (1980)

## Filmografia selecionada
- 40 Carats (1973) .... Trina Stanley
- The Dove (1974) .... Patti Ratteree
- Once Is Not Enough (1975) .... January Wayne
- God Told Me To (1976) .... Casey Forster
- Pesadelo do Acaso (1976)
- The Sentinel (1977) .... Jennifer
- Touched by Love (1980) .... Lena Canada
- Dance of the Dwarfs (1983) .... Dr. Evelyn Howard
- Claudia (1985) .... Claudia
- Lace II (1985) (minissérie) .... Judy Hale
- Death Wish 3 (1985) .... Kathryn Davis
- Grizzly II: The Concert (1987) .... Samantha Owens
- Noble House (série de tv) .... Casey (lead female)
- Night of the Fox (1990) .... Sarah Drayton
- Scanners II - A força do poder (1991)
- Morning Glory (1993) .... Elly Dinsmore (também co-autora)